# Daniel Marmenlind
Daniel Per Arvid Marmenlind, född 14 november 1997 i Uppsala, Sverige, är en svensk professionell ishockeymålvakt. Marmenlind har tidigare spelat för bland annat Örebro HK och Västerviks IK. Från säsongen 2021/2022 spelar Marmenlind för Malmö Redhawks i SHL. 

## Biografi
Marmenlind fick sitt rejäla genombrott när han spelade 31 matcher för Västerviks IK i Hockeyallsvenskan säsongen 2020/21. Han tilldelades även seriens bästa målvakt och blev senare uttagen till landslaget.

## Klubbar
- Örebro HK J20 (2014/2015–2015/2016)
- HC Vita Hästen (2016/2017–) (lån från Örebro HK)
- HC Vita Hästen (2015/2016) (lån från Örebro J20)
- Örebro HK (2016/2017)
- Lindlövens IF (2017/2018)
- Visby/Roma HK (2018/2019–2019/2020)
- Västerviks IK (2020/2021)